# ماثيو روز (مغني)
ماثيو روز (بالإنجليزية: Matthew Rose)‏ هو مغني ومغني أوبرا بريطاني، ولد في 4 مايو 1978.

## وصلات خارجية
- ماثيو روز على موقع ميوزك برينز (الإنجليزية)
- ماثيو روز على موقع أول ميوزيك (الإنجليزية)
- ماثيو روز على موقع ديسكوغز (الإنجليزية)